# Тоомпеа (замък)
Тоомпеа (на естонски: Toompea loss) е замък на хълма Тоомпеа в центъра на Талин, столицата на Естония.
Крепостта е използвана най-късно от IX век. Понастоящем е седалище на естонския парламент.

## История
Според легенда, целият хълм Тоомпеа е създаден от Линда, която го построява камък по камък със собствените си ръце, носейки камъните на гроба на мъжа си. Понякога Талин бива наричан Линданисе („Зърното на Линда“). В Древна Естония заселници използват хълма като лесно защитимо място. С годините мястото се превръща в търговски център и вероятно е едно от първите населени места в образувалия се с годините град Талин.
През 1219 г. замъкът е превзет от датски кръстоносци, водени от Валдемар II. Според известна датска легенда, първото датско знаме (Dannebrog) пада от небето в решителен момент от битката (известна като „Битка при Линданисе“. Първият добре устроен замък бива наричан „Замък на датчаните“ – на латински: Castrum Danorum; на естонски: Taanilinnus. От последното име произлиза и модерното име на града Талин.
През 1227 г. замъкът е превзет от Ордена на мечоносците, които започват престрояването му. В голяма степен замъкът, който те започват да строят е този, който се вижда в началото на XXI век. Само десет години по-късно датчаните отново го превземат, но е продаден на Тевтонския орден през 1346 г. Остава тяхна собственост в остатъка от Средновековието.
Тъй като тевтонският орден е религиозен орден на кръстоносци, замъкът заприличва на манастир по няколко начина. Към него са добавени параклис, управително тяло на катедрала и обща спалня за рицарите. Орденът е отговорен и за построяването на все още видимиет кули на църквата, включително Pilsticker („Брус за стрели“), Stür den Kerl („Отблъсни врага“), Landskrone („Корона на страната“) и вероятно най-известната – Pikk Hermann („Високият Херман“).
„Високият Херман“ е висок 48 метра. Знамето на Естония бива издигано върху кулата всеки ден по изгрев слънце под звуците на националния химн и сваляно по залез слънце.
При промените свързани с Ливонската война през XVI век, кръстоносните ордени, доминирали дотогава днешните Прибалтийски републики, са разпуснати и регионът бива оспорван между Швеция, Полша и Русия. До 1561 г. Северна Естония става подвластна на Швеция. Шведите преобразуват замъка от крепост на кръстоносци в церемониален и административен център на политическата си власт в Естония – функция, която замъкът има от тогава до модерните дни.
През 1710 г. Швеция губи територията на модерна Естония в полза на Руската империя. Руската администрация провежда голяма реконструкция и превръща замъка в дворец. В източната част на комплекса е добавено е ново крило в бароков и неокласически стил, проектирано от Йохан Шулц. В него се помещава администрацията на губернията и жилищните сгради на губернатора. По време на царска Русия югоизточно от замъка е устроен обществен парк и е построена сграда за архиви.
След Естонската декларация на независимост през 1918 г. на мястото на бившата сграда на манастира на Тевтонския орден е построена сграда, която да помещава парламента на републиката. Тя е завършена през 1922 г. и е проектирана от Ойген Хаберман и Херберт Йохансон. Въпреки че екстериорът ѝ е традиционен, интериорът е в експресионистичен стил и е единствената експресионистична сграда на парламент в света.
На територията на замъка, в т.нар. „Палат Унгерн-Щернберг“, построен през 1865 година от германския архитект Мартин Гропиус, се помещава седалището на Естонската академия на науките.